# Mount Morris (Pennsylvanie)
Mount Morris est une census-designated place située dans le comté de Greene, dans le Commonwealth de Pennsylvanie, aux États-Unis. Sa population, qui s’élevait à 737 habitants lors du recensement de 2010, est estimée à 765 habitants au 1er juillet 2020.